# أبو طلحة الأنصاري
أبو طلحة زيد بن سهل الأنصاري (المتوفى سنة 34 هـ) صحابي من الأنصار من بني عدي بن عمرو بن مالك بن النجار أسلم وشهد بيعة العقبة الثانية، وشهد مع النبي محمد ﷺ المشاهد كلها.

## سيرته
أسلم أبو طلحة زيد بن سهل بن الأسود بن حرام بن عمرو بن زيد مناة بن عدي بن عمرو بن مالك بن النجار قبل بيعة العقبة الثانية، حين ذهب لخطبة أم سليم بنت ملحان بعد وفاة زوجها أبو أنس بن مالك، فقالت: «يا أبا طلحة، ما مثلك يُردّ، ولكنك امرؤ كافر، وأنا مسلمة لا تحلّ لي، فإن تسلم فذلك مهري»، فأسلم، فكان ذلك مهرها. شهد أبو طلحة بعد ذلك بيعة العقبة الثانية.
بعد هجرة النبي محمد، آخى النبي محمد بينه وبين الأرقم بن أبي الأرقم، وقيل بينه وبين أبي عبيدة بن الجراح. شهد أبو طلحة مع النبي محمد المشاهد كلها، وثَبُتَ معه يوم أحد وكان من الرماة المعدودين، ويوم حنين لما انكشف الناس عن النبي محمد، فقال النبي محمد: «من قتل قتيلاً، فله سلبه»، فقتل أبو طلحة يومئذ عشرين رجلاً، وأخذ أسلابهم. وقال أنس بن مالك أن النبي محمد كان يقول: «لصوت أبي طلحة أشد على المشركين من فئة».
كان أبو طلحة يكثر الصوم على عهد النبي محمد، فما أفطر بعده إلا في مرض أو في سفر حتى توفي.
توفي أبو طلحة الأنصاري في المدينة المنورة سنة 34 هـ، وصلى عليه عثمان بن عفان، وهو ابن سبعين سنة، وقيل مات غازيًا في البحر، وكان رجلاً جلدًا، صيّتًا، آدمًا، مربوعًا، لا يُغيّر شيبه. وكان لأبي طلحة من الولد عبد الله وأبو عمير أمهما أم سليم بنت ملحان.

## روايته للحديث النبوي
- روى عن: النبي محمد.[4]
- روى عنه: ربيبه أنس بن مالك وزيد بن خالد الجهني وعبد الله بن عباس وابنه أبو إسحاق عبد الله بن أبي طلحة[1] وإسماعيل بن بشير مولى بني مغالة وأبو الحباب سعيد بن يسار وعبد الله بن عمرو بن عبد القاري وعبد الرحمن بن عبد القاري وعبيد الله بن عبد الله بن عتبة.[4]
- منزلته عند أهل الحديث: روى أبو طلحة عن النبي محمد أكثر من عشرين حديثًا، منها في الصحيحين حديثان، وتفرد البخاري بحديث، ومسلم بحديث،[1] كما روى له باقي الجماعة.[4]